# Mazda Laputa
Der Mazda Laputa war ein Kleinstwagen, den Mazda in Japan von 1999 bis 2006 anbot. Der Wagen wurde von Suzuki hergestellt und als Suzuki Kei angeboten. 2001 wurde die Mischung aus Kei-Car und SUV überarbeitet. Den Laputa gab es mit Frontantrieb und Allradantrieb als 3-türige Kombilimousine oder 5-türigen Kombi. Angetrieben wurde er von einem Vierzylinder-Reihenmotor mit 659 cm³ und ein oder zwei oben liegenden Nockenwellen.
2006 wurde der Laputa vom Spiano abgelöst.

## Technische Daten

### Motor R3
- 658 cm³ Hubraum
- Vier Ventile pro Zylinder, DOHC
- Saugrohreinspritzung
- Bohrung × Hub: 68,00 mm × 60,40 mm
- Verdichtungsverhältnis: 10,5:1
- Maximale Leistung: 40 kW (54 PS) bei 6500/min
- Maximales Drehmoment 63 Nm bei 3500/min

### R3 Turbo
- Zusätzlich Turbolader
- Verdichtungsverhältnis: 8,4:1
- Maximale Leistung: 47 kW (64 PS) bei 6500/min
- Maximales Drehmoment 106 Nm bei 3500/min

## Auf dem Weltmarkt
Der Name Laputa stammt aus dem Buch Gullivers Reisen von Jonathan Swift. Wie beim Nissan Moco und beim Mitsubishi Pajero eignet sich der Name nicht für den Vertrieb in spanischsprachigen Ländern, da das spanische la puta im Deutschen die Hure bedeutet (Moco bedeutet im Deutschen Rotz und Pajero Wichser).